# Fukumenkei Noise
Fukumenkei Noise (覆面系ノイズ, Fukumenkei Noizu) est un manga écrit et dessiné par Ryoko Fukuyama. Il est prépublié entre avril 2012 et janvier 2019 dans le magazine Hana to yume de l'éditeur Hakusensha, et a été compilé en un total de 18 tomes. Une adaptation en série télévisée d'animation, réalisée par le studio Brain's Base, est diffusée entre le 11 avril 2017 et le 27 juin 2017 au Japon. L'œuvre est aussi connue sous les titres « Anonymous Noise » et « Masked Noise ».
Un film live réalisé par Kōichirō Miki, et avec Ayami Nakajō (ja), Jun Shison (ja) et Yūta Koseki (ja) dans les rôles principaux, est sorti au Japon le 25 novembre 2017.

## Personnages
Nino Arisugawa (有栖川 仁乃, Arisugawa Nino)
Voix japonaise : Saori Hayami
Kanade Yuzuriha (杠 花奏, Yuzuriha Kanade)
Voix japonaise : Daiki Yamashita
Momo Sakaki (榊 桃, Sakaki Momo)
Voix japonaise : Kōki Uchiyama
Yoshito Haruno (悠埜 佳斗, Haruno Yoshito)
Voix japonaise : Daisuke Ono
Miō Suguri (珠久里 深桜, Suguri Miō)
Voix japonaise : Ayahi Takagaki
Mayuta Andō (安藤 繭太, Andō Mayuta)
Voix japonaise : Rikiya Koyama
Ayumi Kurose (黒瀬 歩, Kurose Ayumi)
Voix japonaise : Jun Fukuyama
Michiru Yanai (梁井壬散, Yanai Michiru)
Voix japonaise : Daisuke Namikawa

## Manga
Le manga débute sa publication dans l'édition du 20 avril 2013 du magazine Hana to yume d'Hakusensha. En France, le manga est édité par Glénat, depuis avril 2016, sous le titre « Masked Noise ». L'ultime chapitre paraît dans l'édition du 5 janvier 2020 du Hana to yume. Après la fin de Fukumenkei Noise, l'autrice, Ryoko Fukuyama, annonce deux nouvelles séries à paraître : Koi ni Mudaguchi, qui débute dans l'édition du 5 septembre 2019 du Hana to yume, et Kikenai Yoru wa Nai.

### Liste des volumes
| no | Japonais         | Japonais          | Français         | Français          |
| no | Date de sortie   | ISBN              | Date de sortie   | ISBN              |
| -- | ---------------- | ----------------- | ---------------- | ----------------- |
| 1  | 18 octobre 2013  | 978-4-592-21301-7 | 20 avril 2016    | 978-2-3440-1318-2 |
| 2  | 20 février 2014  | 978-4-592-21302-4 | 15 juin 2016     | 978-2-3440-1317-5 |
| 3  | 20 juin 2014     | 978-4-592-21303-1 | 24 août 2016     | 978-2-3440-1316-8 |
| 4  | 20 octobre 2014  | 978-4-592-21304-8 | 19 octobre 2016  | 978-2-3440-1491-2 |
| 5  | 20 janvier 2015  | 978-4-592-21305-5 | 4 janvier 2017   | 978-2-3440-1830-9 |
| 6  | 17 juillet 2015  | 978-4-592-21306-2 | 19 avril 2017    | 978-2-3440-2208-5 |
| 7  | 20 octobre 2015  | 978-4-592-21307-9 | 21 juin 2017     | 978-2-3734-9262-0 |
| 8  | 20 janvier 2016  | 978-4-592-21308-6 | 22 novembre 2017 | 978-2-3440-2342-6 |
| 9  | 20 avril 2016    | 978-4-592-21309-3 | 21 février 2018  | 978-2-3440-2746-2 |
| 10 | 19 août 2016     | 978-4-592-21310-9 | 2 mai 2018       | 978-2-3440-2747-9 |
| 11 | 20 décembre 2016 | 978-4-592-21611-7 | 3 octobre 2018   | 978-2-3440-2748-6 |
| 12 | 20 mars 2017     | 978-4-592-21612-4 | 20 février 2019  | 978-2-3440-2749-3 |
| 13 | 20 juin 2017     | 978-4-592-21613-1 | 21 août 2019     | 978-2-3440-3637-2 |
| 14 | 20 novembre 2017 | 978-4-592-21614-8 | 20 novembre 2019 | 978-2-3440-3638-9 |
| 15 | 20 mars 2018     | 978-4-592-21615-5 | 19 février 2020  | 978-2-3440-3639-6 |
| 16 | 20 août 2018     | 978-4-592-21616-2 | 19 août 2020     | 978-2-3440-3640-2 |
| 17 | 19 décembre 2018 | 978-4-592-21617-9 | 17 février 2021  | 978-2-3440-3957-1 |
| 18 | 20 mars 2019     | 978-4-592-21618-6 | 19 mai 2021      | 978-2-3440-3958-8 |

## Anime
Une adaptation en série d'animation est annoncée au mois d'avril 2016, à l'occasion de la sortie du 10e tome du manga. L'adaptation est assurée par le studio Brain's Base et est diffusée du 11 avril au 27 juin 2017 sur la chaîne Tokyo MX. La réalisation des épisodes est confiée à Hideya Takahashi sur un scénario fourni par Deko Akao, connu pour son travail sur les séries Noragami et Shirayuki aux cheveux rouges, tandis que le character design est confié à Mariko Itō. Les génériques de début et de fin sont interprétés par le groupe NO hurry to shout ; lequel est composé par les seiyū prêtant leurs voix aux personnages principaux.

### Liste des épisodes
| No | Titre français                                      | Titre japonais                                                   | Titre japonais                                                        | Date de 1re diffusion |
| No | Titre français                                      | Kanji                                                            | Rōmaji                                                                | Date de 1re diffusion |
| -- | --------------------------------------------------- | ---------------------------------------------------------------- | --------------------------------------------------------------------- | --------------------- |
| 1  | Nous dissimulons nos véritables sentiments          | ぼくたちは、ほんとのこころを、かくしてる                         | Bokutachi wa, honto no kokoro o, kakushiteru                          | 11 avril 2017         |
| 2  | Faites que les prières d'Alice ne s'exaucent pas    | かみさま、アリスのこいが、えいえんにかないませんように           | Kamisama, arisu no koi ga, eien ni kanaimasen yō ni                   | 18 avril 2017         |
| 3  | Maintenant… Tout de suite…                          | どうしても、いますぐ                                             | Dōshite mo, ima sugu                                                  | 25 avril 2017         |
| 4  | Ce jour où nous nous sommes rapprochés              | ほんとのこころをかくしたぼくらは、こうしてあのひ、てをくんだんだ | Honto no kokoro o kaku shita bokura wa, kōshite ano hi, te o kundanda | 2 mai 2017            |
| 5  | Cela m'aurait évité de devoir affronter ton sourire | きみのあんな笑顔、みなくてすんだのに                             | Kimi no anna egao, minakute sunda noni                                | 9 mai 2017            |
| 6  | Aujourd'hui comme demain, nous marchons             | 今日も明日も、歩く                                               | Kyō mo ashita mo, aruku                                               | 16 mai 2017           |
| 7  | Nos regards se sont enfin croisés                   | ぼくらの視線はようやく、交差したんだ                             | Bokura no shisen wa yōyaku, kōsa shitanda                             | 23 mai 2017           |
| 8  | Je deviendrai ton ami, je t'en fais la promesse     | きみのともだちになるって、ぜったい、なってみせるって             | Kimi no tomodachi ni naru tte, zettai, natte miseru tte               | 30 mai 2017           |
| 9  | Nous nous sommes mis à courir vers l'été            | そうして、ぼくらははしりだした、あの夏をめざして                 | Sōshite, bokura wa hashiridashita, Ano natsu o mezashite              | 6 juin 2017           |
| 10 | Celui qui a allumé la flamme d'Alice                | アリスに火をつけたのは、ぼくだった                               | Arisu ni hi o tsuketa no wa, boku datta                               | 13 juin 2017          |
| 11 | Je ne laisserai personne quitter les lieux          | 全員ここから、離れなれなくしてやる                               | Zenin koko kara, hanare nare naku shiteyaru                           | 20 juin 2017          |
| 12 | Pour que ma voix te parvienne                       | とどきますように                                                 | Todokimasu yō ni                                                      | 27 juin 2017          |